# آرتمیس فاول و ماجرای شمال
آرتمیس فاول و ماجرای شمال به دنبال آرتمیس فاول و گروگانگیری در سال ۲۰۰۲ به انتشار رسید. این داستان روایت آرتمیس است که به دنبال پدر گم شده‌اش تا قطب شمال هم می‌رود و هم‌زمان با درگیری‌های پایتخت اجنه، با نا امنی‌ها و خیانت‌ها دست و پنجه نرم می‌کنند. این اثر نیز مانند جلد قبل مورد استقبال منتقدان قرار گرفت.

## داستان
آرتمیس فاول ۱۳ ساله، در مدرسهٔ شبانه‌روزی اش ایمیلی از طرف مافیای روسیه دریافت می‌کند که پدر او را به‌طور غیر واضحی نشان می‌دهد و آن‌ها مبلغ هنگفتی از وی در مقابل پدرش می‌خواهند. پدر آرتمیس حدود ۳ سال است که همراه با کشتی ستارهٔ فاول که حامل قوطی‌های کوکاکولا بوده‌است، ناپدید می‌شود و آرتمیس رسماً بی‌پدر می‌شود؛ اما او مطمئن است که پدرش نمرده. پس به عمارت فاول بر می‌گردد تا همراه محافظ وفادارش -باتلر- به سمت شمال روسیه و ساحل کولا حرکت کنند.
در زیرزمین، در کلان‌شهر اجنه یعنی هِوِن، گابلین ها شورش کرده‌اند و اجنه به آرتمیس مشکوک‌اند. پس بهترین نفر پلیس یعنی سروان هالی شورت را که با نحوهٔ کار پسرک نابغه ایرلندی آشنایی دارد، برای گرفتن او می‌فرستند. در زیرزمین، فرمانده روت، هالی شورت و فُلی از آرتمیس و باتلر حقیقت را می‌پرسند، و با فناوری‌های فُلی و اختراعاتش، آن‌ها اطمینان پیدا می‌کنند که آرتمیس مقصر آشفتگی‌های هِوِن نیست. پس آن‌ها معامله‌ای با یکدیگر می‌کنند: آرتمیس و باتلر به خاطر هوش آرتمیس و قدرت باتلر به اجنه کمک می‌کنند تا پرده از شورش‌ها ی هِوِن بردارند و در عوض، جن و پری‌ها به آن‌ها در پیدا کردن پدر آرتمیس کمک کنند.
آنها بعداً متوجه می‌شوند که پشت قضیه شورش‌ها، اُپال کوبویی -یک نابغه دیگر و پیکسی روانی- و سروان سابق پلسی زیرزمین یعنی برایر کادگیون هستند که علیه پلیس زیرزمین بودند. پس از درگیری‌های فراوان در صنایع کوبویی که متعلق به اُپال بوده، هالی و فرمانده روت به کمک آرتمیس، باتلر و مالچ دیگامز، دورف مبتلا به جنون دزدی موفق می‌شوند کادگیون را بکشند و اُپال کوبویی را دستگیر کنند.
سپس نوبت اجنه‌است که به آرتمیس کمک کنند؛ آن‌ها به قطب شمال می‌روند و با نقشه موذیانه‌ای که آرتمیس کشیده، موفق می‌شوند آرتمیس پدر را در حالی که یک پایش از زانو قطع شده، پیدا کنند. هالی زخم‌های جزئی آرتمیس فاول پدر را شفا می‌دهد و بعد او را به‌طور ناشناس به بیمارستان دانشگاه هلسینکی می‌برد. اما هنوز فقط آرتمیس، باتلر و ژولیت -خواهر باتلر- تنها آدمیزادهایی هستند که از وجود اجنه خبر دارند.
در آخر، اجنه با نوجوان ایرلندی و محافظش صلح می‌کنند و سروان شورت و آرتمیس، کدورت‌ها را کنار می‌گذارند.

## کتاب مصور
کتاب مصور این جلد در سال ۲۰۰۹ توسط جیووانی ریگانو طراحی و توسط پائولو لامانا رنگ‌آمیزی و منتشر شد. اٌاین کالفر و اَندرو دانکین نویسندهٔ متون این کتاب بودند که کمی با کتاب اصلی ماجرای شمال متفاوت است؛ اما داستان و اتفاقات همان است.

## نقد و انتفادات
در کل، منتقدها نظر مثبتی دربارهٔ این کتاب داشته‌اند. مجلهٔ جنیوری این کتاب را نفس تازه کن دانسته و کرکیس نیوز هم همین ایده را داشته‌است. هرچند پابلیشرز ویکلی آن را خسته‌کننده توصیف کرده، اما انتقادات همه گویای هیجان‌آمیز بودن این جلد بوده‌اند.

## شخصیت‌های اصلی
شخصیت‌های اصلی در این داستان آرتمیس فاول دوم، هالی شورت، فرمانده جولیوس روت، فُلی، مالچ دیگامز و اُپال کوبویی هستند.

## آرتمیس فاول در ایران
جلد دوم مجموعهٔ آرتمیس فاول برای اولین بار در سال ۱۳۸۳ توسط نشر افق و ترجمهٔ شیدا رنجبر منتشر شد. خانم رنجبر در یکی از مصاحبه‌هایش گفته بود: «وقتی کار ترجمهٔ اولین کتاب را تمام کردم، نمی‌دانستم که جلد دومی هم در کار است، و فکر می‌کنم که حتی خود نویسنده هم خبر نداشت. ولی با وجود فروش بسیار زیاد این جلد، نویسنده جلد دوم را هم نوشت». او دو کتاب اول و شش جلد بعدی آرتمیس فاول را نیز ترجمه کرده‌است.